# The Age
The Age (en español La Edad) es un periódico que se publica en Melbourne, Australia, desde 1854. Pertenece y es publicado por Fairfax Media, principalmente en el estado de Victoria, pero también está disponible en Tasmania, el Territorio de la Capital Australiana y los límites estatales de Australia Meridional y Nueva Gales del Sur. Se edita en dos formatos: en papel y en línea. The Age comparte algunos contenidos con otros diarios metropolitanos propiedad de Fairfax Media, como The Sydney Morning Herald.
En diciembre de 2013, el diario tuvo una difusión media de lunes a viernes de 131 000 ejemplares, aumentando a 196 000 los sábados (en una ciudad de 4.2 millones). La edición dominical tuvo una tirada de 164 000. Las ventas interanuales han descendido en la última década entre el 14 y el 17 %. Su página web, de acuerdo con terceros proveedores de análisis web como Alexa y SimilarWeb, es el sitio web 44.º y 58.º más visitado de Australia, respectivamente, en julio de 2015. SimilarWeb califica el sitio como el séptimo sitio web de noticias más visitado en Australia, recibiendo más de siete millones de visitantes por mes.
El consejo de administración de Fairfax Media anunció el 18 de junio de 2012, que durante los siguientes tres años, serían despedidos unos 1900 empleados, muchos de ellos de The Age, que el formato sábana sería cambiado a un formato tabloide y que la versión en línea sería de pago con el objetivo de aumentar los ingresos. Así, el diario fue adaptado al formato compacto en marzo de 2013, aunque las ediciones de los sábados y domingos mantuvieron el gran formato,. hasta marzo de 2014, en que la edición de fin de semana se adaptó también al modelo tabloide.

## Propiedad
The Age fue fundado por tres hombres de negocios de Melbourne, los hermanos John y Henry Cooke, que habían llegado de Nueva Zelanda en la década de 1840, y Walter Powell. La primera edición apareció el 17 de octubre de 1854.
La aventura no fue inicialmente un éxito, y en junio de 1856, los Cooke vendieron el diario a Ebenezer Syme, un hombre de negocios de origen escocés, y James McEwan, un ferretero fundador de McEwans & Co, por 2000 libras en una subasta. La primera edición bajo los nuevos propietarios fue el 17 de junio de 1856. Desde su fundación, el periódico fue conscientemente liberal en su política.
En 1972, John Fairfax Holdings compró la mayoría de las acciones a David Syme, y en 1983 el resto. Un desarrollo reciente de la compañía ha visto la compra de acciones por parte de la empresa minera Hancock Prospecting, que controla el 15 % del accionariado de la empresa matriz Fairfax Media.

## Sede
La sede de The Age es un edificio denominado Media House, compartido por otras unidades de negocio de Fairfax Media, como 3AW radio, Magic1278 radio, The Australian Financial Review y Fairfax Community Network. Media House fue diseñado por Bates Smart y construido por Grocon por 110 millones de dólares. El edificio fue inaugurado formalmente en octubre de 2009.